# Ênio de Freitas e Castro
Ênio de Freitas e Castro (Montenegro, 27 de junho de 1911 - Porto Alegre (?) 21 de junho de 1975) foi um professor, compositor, pianista, maestro, folclorista e musicólogo brasileiro.
Começou seus estudos em Vacaria. Com apenas 13 anos de idade já era pianista do cinema local. Em 1925 mudou-se para Porto Alegre, ingressando no Conservatório do Instituto de Belas Artes, onde estudou com Antonina Maineri (piano) e Assuero Garritano (teoria musical e harmonia). Deu seu primeiro recital em 1930 e depois se transferiu para o Rio de Janeiro, a fim de se aperfeiçoar no Instituto Nacional de Música.
Ali foi aluno de piano de Guilherme Fontainha, concluindo seu curso em 1932 com Medalha de Ouro, por unanimidade. Em 1937, terminou o curso de composição e regência, sob a orientação de Paulo Silva (contraponto e fuga), Francisco Braga (composição e instrumentação), Francisco Mignone (regência) e Octávio Bevilacqua (história da música). Mas antes de concluir os estudos foi convidado a assumir a cátedra de Harmonia no Instituto de Belas Artes. Além de professor, foi concertista e maestro da Orquestra Filarmônica de Porto Alegre. Entre 1954 e 1955 esteve em Paris para outros estudos avançados. Foi fundador e dirigente da Associação Rio-Grandense de Música e membro fundador da Cadeira n. 29 da Academia Brasileira de Música.
Foi o primeiro Superintendente de Educação Artística e o primeiro Diretor da Divisão de Cultura da Secretaria de Educação do Rio Grande do Sul, sendo o responsável pela criação da Discoteca Pública, da Biblioteca Pública Infantil, do Instituto de Tradições e Folclore e do Serviço de Radiodifusão Educativa. Escreveu artigos para o Diário de Notícias e deixou o livro Princípios de Arquitetura Musical (Porto Alegre, 1940). Outros artigos apareceram nos livros Rio Grande do Sul - Imagem da Terra Gaúcha (Porto Alegre, 1942) e Fundamentos da Cultura Rio-Grandense (Porto Alegre, 1960).

## Principais composições
- Música orquestral: Sinfonia e Suite, para orquestra de cordas
- Música de câmara: Trio, para piano, violino e violoncelo e Quarteto de cordas
- Canto e piano: Historietas, Mar, Ouve o canto da noite, Porque, A velha carta e A vida.